# Понте Чинголи (Бреша)
Понте Чинголи је насеље у Италији у округу Бреша, региону Ломбардија.
Према процени из 2011. у насељу је живело 7872 становника. Насеље се налази на надморској висини од 175 м.